# Dumplin' (film)
Dumplin' er en amerikansk komediefilm fra 2018, instrueret af Anne Fletcher og skrevet af Kristin Hahn. Den er baseret på ungdomsromanen af med samme navn af Julie Murphy. I filmen spiller Danielle Macdonald hovedpersonen Willowdean "Dumplin'" Dickson, Jennifer Aniston som hendes mor, Rosie Dickson, og Odeya Rush som Dumplin' bedste ven, Ellen Dryver.

## Plot
Willowdean "Will" Dickson vokser op i en lille by i Texas, hovedsagligt opdraget af sin tante Lucy. Hendes mor Rosie - der til meget ærgrelse kalder hende Dumplin' - er en tidligere skønhedsdronning, der er for optaget af forskellige skønhedskonkurrencer til at tilbringe tid sammen med sin datter og er planlæggeren af byens årlige Miss Teen Bluebonnet-konkurrence. Lucy introducerer Will for Ellen Dryver, der bliver Wills bedste ven, og samt for Dolly Partons musik. Seks måneder før Will og Ellen starter på deres sidste år i high school, dør Lucy. Rosie har svært ved at snakke med Will, som ofte føler sig dømt på grund sin vægt og er flov over sin mors skønhedsverden.
På første skoledag suspenderes Will efter at have forsvaret en anden overvægtig pige, Millie Mitchellchuck, fra en mobber. Will beskylder Rosie for at være skuffet over hendes udseende og er ked af det, da Rosie insinuerer, at Lucy burde have taget bedre hånd om Wills helbred. Efter at have fundet Lucys ansøgning til Miss Teen Bluebonnet Pageant, da hun var 16, melder Will sig ind i konkurrencen som "højhælet ren protest". Ellen melder sig også til sammen med den begejstrede Millie og deres klassekammerat Hannah Perez, en særegen feminist. Rosie ser Wills ansøgning som en hån med konkurrencen og advarer hende om, at skønhedskonkurencer er hårdere, end hun tror. Will bliver jaloux, når Ellen begynder at glæde sig til konkurrencen og snakke med de andre deltagere, og de skændes efter Will vil have Ellen til at droppe konkurrencen.
Bo, der arbejder med Will på den lokale spisestue, inviterer hende ud for at se en meteorregn. De kysser, men Will panikker, da Bo uskyldigt rører hende på ryggen og hun forlader daten brat. Hun føler sig udenfor, da Rosie vejleder Bekah Colter, konkurrencens favorit, der planlægger at følges med Bo til Sadie Hawkins-ballet. Efter at have fundet en flyer fra en bar, som Lucy hyppigt har besøgt, tager Will tager en aften Millie og Hannah med til barens Dolly Parton-dragshow, hvor Will møder Lee Wayne, en drag queen, der var en nær ven af Lucy. Under auditionen til skønhedskonkurrencen, går Wills tryllenummer dårligt. Bo indrømmer sine følelser for Will, efter at have afvist at følges med Bekah til ballet, men Will er hurtig til at stille spørgsmålstegn ved hans tiltrækning; såret beskylder han hende for at bekymre sig for meget om, hvad andre synes om hende.
Will kæmper med sin usikkerhed og er endelig i stand til at besøge det barndomslegerum hun delte med Ellen og Lucy. Efter at have genfundet en særlig broche blandt Lucys ejendele, bliver Will inspireret til at tage konkurrencen alvorligt, og hun, Millie og Hannah får undervisning af Lee og hans venner. Ved den indledende konkurrence bliver Rosie imponeret over Wills tale om loyalitet, som får Will og Ellen til at blive gode venner igen. Hjemme forsoner Rosie og Will sig over minderne om Lucy, og Rosie fortryder, at hun bad Will donere Lucys ting, efter at have givet "for meget af hende væk".
Ved konkurrencen konfronteres Millie med sin mor for at lyve om at deltage i konkurrencen, men Millie står fast. Will inkorporerer en Dolly Parton-hyldest i hendes tryllenummer, til glæde for publikum og hendes mor; Millies præstation er også en succes. Mens Rosie er overvældet af stolthed, er hun tvunget til at diskvalificere Will for ikke-godkendte ændringer af hendes kostume og sang, ude af stand til at gøre en undtagelse for sin datter. Da Ellens kæreste ikke kan eskortere hende til galletøjspræsentationen, foreslår Rosie, at Will gør det, så de kan gennemføre konkurrencen sammen. Bekah vinder konkurrencen som forventet, mens Millie bliver nummer to. Imens finder Will Bo for at gøre skaden god igen og de forsones sig med et kys. Filmen slutter med at Will og hendes venner tager Rosie og Millies mor til baren, som tante Lucy bragte så meget glæde.

## Cast
- Danielle Macdonald som Willowdean "Dumplin'" Dickson
- Jennifer Aniston som Rosie Dickson
- Odeya Rush som Ellen "Elle" Dryver
- Maddie Baillio som Millie Mitchellchuck
- Bex Taylor-Klaus som Hannah Perez
- Luke Benward som Bo Larson
- Georgie Flores som Callie Reyes
- Dove Cameron som Bekah Colter
- Harold Perrineau som Lee Wayne / Rhea Ranged
- Kathy Najimy som Mrs. Mitchellchuck
- Ginger Minj som Candee Disch
- Hilliary Begley som Lucy Dickson
- Sam Pancake som Dale
- Dan Finnerty som Eugene Reed
- Molly McNearney som Delia Shepherd
- Tian Richards som Marcus
- Ryan Dinning som Patrick
- Andrew Fletcher som Tim

Dumplin's forfatter Julie Murphy laver en cameo som kunde ved i baren.

## Produktion
Den 15. marts 2017 blev Jennifer Aniston annonceret som del af rollelisten i Dumplin', i rollen som Rosie Dickson, Dumplin's mor.  Den 13. juni 2017 sluttede Danielle Macdonald sig til Aniston i hovedrollen.  Den 15. august 2017 blev Odeya Rush castet i filmen for at spille Ellen "El" Dryver, Willowdeans bedste ven, der skaber vanskeligheder, da hun forsøger at deltage i skønhedskonkurrencen sammen med Will.  Den 21. august 2017 sluttede Dove Cameron, Luke Benward, Bex Taylor-Klaus, Maddie Baillio, Georgie Flores og Ginger Minj sig til rollelisten i Dumplin'. 
Hovedindspilningen af filmen begyndte den 21. august 2017 i Covington, Georgia og sluttede i oktober. 

## Udgivelse
I september 2018 erhvervede Netflix sig distributionsrettigheder til filmen.  Den blev udgivet den 7. december 2018. 

## Modtagelse
På bedømmelsesaggregatoren Rotten Tomatoes har Dumplin ' en godkendelsesvurdering på 86% baseret på 63 anmeldelser, med en gennemsnitlig vurdering på 6,5/10. Webstedets kritiske konsensus lyder: "Båret af et solidt soundtrack og et fantastisk cast tilbyder Dumplin' sødt opløftende drama, der tilføjer præcis nye nok ingredienser til en pålideligt trøstende opskrift."  På Metacritic har filmen en vægtet gennemsnitlig score på 53 ud af 100, baseret på 16 kritikere, hvilket angiver "blandede eller gennemsnitlige anmeldelser". 

## Accolades
| Award                             | Date of ceremony  | Category                                                    | Recipient(s) and nominee(s)                           | Result    | Ref(s) |
| --------------------------------- | ----------------- | ----------------------------------------------------------- | ----------------------------------------------------- | --------- | ------ |
| Critics' Choice Movie Awards      | January 13, 2019  | Best Song                                                   | Dolly Parton and Linda Perry for "Girl in the Movies" | Nomineret | [ 10 ] |
| Georgia Film Critics Association  | January 12, 2019  | Best Original Song                                          | Dolly Parton and Linda Perry for "Girl in the Movies" | Nomineret | [ 11 ] |
| Golden Globe Awards               | January 6, 2019   | Best Original Song                                          | Dolly Parton and Linda Perry for "Girl in the Movies" | Nomineret | [ 12 ] |
| Grammy Awards                     | January 26, 2020  | Best Song Written for Visual Media                          | Dolly Parton and Linda Perry for "Girl in the Movies" | Nomineret | [ 13 ] |
| Guild of Music Supervisors Awards | February 13, 2019 | Best Song/Recording Created for a Film                      | Dolly Parton and Linda Perry for "Girl in the Movies" | Nomineret | [ 14 ] |
| Guild of Music Supervisors Awards | February 13, 2019 | Best Music Supervision for Films Budgeted Under $25 Million | Buck Damon                                            | Nomineret | [ 14 ] |
| Hollywood Music in Media Awards   | November 14, 2018 | Best Original Song – Feature Film                           | Dolly Parton and Linda Perry for "Girl in the Movies" | Nomineret | [ 15 ] |

## Soundtrack
Soundtracket, der blev udgivet den 30. november 2018, indeholder sange, der enten er skrevet eller indspillet af countrystjernen Dolly Parton. Parton optræder i hver sang på albummet og skrev seks af de 12 numre udelukkende til filmen, hvor de resterende seks er genindspilninger af nogle af Partons tidligere hits, herunder en strygerversion af "Jolene". Sammen med Parton på soundtracket er at finde Elle King, Miranda Lambert, Mavis Staples, Alison Krauss, Rhonda Vincent, Sia, Macy Gray, Willa Amai og filmens stjerner Aniston og Macdonald.